# Karhusaari (ö i Jämsä, Pitkäjärvi)
Karhusaari är en ö i Finland. Den ligger i sjön Pitkäjärvi och i kommunen Jämsä i den ekonomiska regionen  Jämsä  och landskapet Mellersta Finland, i den södra delen av landet, 170 km norr om huvudstaden Helsingfors. Öns area är 3,1 hektar och dess största längd är 260 meter i nord-sydlig riktning.